# Джон Стоквелл
Джон Стоквелл (англ. John Stockwell; 25 березня 1961) — американський актор, режисер, продюсер і сценарист.

## Біографія
Джон Стоквелл народився 25 березня 1961 року у місті Галвестон, штат Техас в сім'ї адвоката. Працював фотомоделлю в Італії, де познайомився з художником Енді Ворголом, який згодом став близьким другом Стоквелла і часто згадував про нього у своїх мемуарах — «Щоденники Воргола».
Вперше на екрані Джон з'явився в комедії «Так здорово» (1981). Широку популярність Джон отримав, коли знявся у фільмі «Втрачаючи це» (1983) разом з Томом Крузом та іншими відомими акторами. Також відомий за картинами «Крістіна» (1983), знятої за романом Стівена Кінга, «Едді і «Мандрівники»» (1983), «Межі міста» (1984), «Мій науковий проект» (1985), «Радіоактивні мрії» (1985), «Найкращий стрілець» (1986).
Як режисер Стоквелл зняв такі фільми: «Шахраї» (2000), «Божевільна і прекрасна» (2001), «Блакитна хвиля» (2002), «Ласкаво просимо в рай!» (2005), «Туристас» (2006), «Усім потрібна Кет» (2011). Був номінований на премію «Еммі» за найкращий сценарій до фільму «Шахраї» (2000).
Джон Стоквелл одружений з Елен Гендерсон, уродженкою Швеції африканського походження, у них троє дітей.

## Фільмографія

### Актор
| Рік  |    | Українська назва              | Оригінальна назва                | Роль                            |
| ---- | -- | ----------------------------- | -------------------------------- | ------------------------------- |
| 1981 | ф  | Так добре                     | So Fine                          | Джим Стерлінг                   |
| 1982 | ф  | Втрачаючи це                  | Losin' It                        | Спайдер                         |
| 1983 | ф  | Едді і «Мандрівники»          | Eddie and the Cruisers           | Кейт Лівінгстон                 |
| 1983 | тф | Принцеса-квотербек            | Quarterback Princess             | Скотт Мессі                     |
| 1983 | ф  | Крістіна                      | Christine                        | Денніс Гульдер                  |
| 1984 | ф  | Межі міста                    | City Limits                      | Лі                              |
| 1985 | ф  | Радіоактивні мрії             | Radioactive Dreams               | Філіп Чандлер                   |
| 1985 | ф  | Мій науковий проект           | My Science Project               | Майкл Гарлан                    |
| 1985 | с  | Північ та Південь             | North and South                  | Біллі Газард                    |
| 1986 | ф  | В небезпечній близькості      | Dangerously Close                | Ренді МакДевітт                 |
| 1986 | ф  | Найкращий стрілець            | Top Gun                          | лейтенант Білл Кортелл «Кугуар» |
| 1987 | тф | Клуб мільярдерів              | Billionaire Boys Club            | Бред Седжвік                    |
| 1987 | с  | Важкі часи                    | Trying Times                     | Максвелл Флетчер                |
| 1988 | с  | П'ятниця 13-е                 | Friday the 13th                  | Тім Айрес                       |
| 1989 | с  | Класика нічних кошмарів       | Nightmare Classics               | Малкольм Баррингтон             |
| 1991 | ф  | Мільйони                      | Miliardi                         | Девід Фіппс                     |
| 1991 | ф  | Природжений гонщик            | Born to Ride                     | капітан Джек Гасслер            |
| 1992 | с  | Молоді наїзники               | The Young Riders                 | Білл Барлоу                     |
| 1994 | тф | Подружжя Гарт: Злочини Гартів | Hart to Hart: Crimes of the Hart | Пітер Рубін                     |
| 1995 | ф  | Аврора: Операція перехоплення | Aurora: Operation Intercept      | Енді Олдрич                     |
| 1995 | ф  | Я застрелив людину у Вегасі   | I Shot a Man in Vegas            | Грант                           |
| 1995 | ф  | Ніксон                        | Nixon                            | штатний співробітник 1          |
| 1997 | ф  | Доглядальниця                 | The Nurse                        | Джек Мартін                     |
| 1997 | ф  | Убивчий вечір                 | Stag                             | Віктор Малик                    |
| 1997 | ф  | Обіцяна країна                | Legal Deceit                     | Адам                            |
| 1997 | тф | Імплантатори                  | Breast Men                       | Роберт Рено                     |
| 2000 | тф | Шахраї                        | Cheaters                         | виробник новини                 |
| 2006 | ф  | Туристас                      | Turistas                         | турист                          |
| 2008 | кф |                               | Ride the Wake                    | Грант                           |
| 2013 | ф  | Сусідки по кімнаті            | Breaking the Girls               | Девід Лейтон                    |

### Режисер, сценарист і продюсер
| Рік       |    | Українська назва         | Оригінальна назва                          | Роль                         |
| --------- | -- | ------------------------ | ------------------------------------------ | ---------------------------- |
| 1986      | ф  | В небезпечній близькості | Dangerously Close                          | сценарист                    |
| 1987      | ф  | Під прикриттям           | Under Cover                                | режисер, сценарист           |
| 1997      | ф  | Імплантатори             | Breast Men                                 | сценарист                    |
| 2000      | тф | Шахраї                   | Cheaters                                   | режисер, сценарист           |
| 2001      | ф  | Рок-зірка                | Rock Star                                  | сценарист                    |
| 2001      | ф  | Божевільна і прекрасна   | Crazy/Beautiful                            | режисер                      |
| 2002      | ф  | Блакитна хвиля           | Blue Crush                                 | режисер, сценарист           |
| 2003      | тф | Злом                     | The Break                                  | режисер, сценарист, продюсер |
| 2005      | с  |                          | Rocky Point                                | режисер, сценарист, продюсер |
| 2005      | ф  | Ласкаво просимо в рай!   | Into the Blue                              | режисер                      |
| 2006      | ф  | Туристас                 | Turistas                                   | режисер, продюсер            |
| 2008      | ф  | На півдорозі в нікуди    | Middle of Nowhere                          | режисер, продюсер            |
| 2007—2009 | с  | Секс в іншому місті      | The L Word                                 | режисер                      |
| 2011      | ф  | Убивця в сім'ї           | Killer in the Family                       | режисер, сценарист           |
| 2011      | ф  | Усім потрібна Кет        | Cat Run                                    | режисер                      |
| 2012      | ф  | Заклинателька акул       | Dark Tide                                  | режисер                      |
| 2012      | тф | Кодове ім'я «Джеронімо»  | Seal Team Six: The Raid on Osama Bin Laden | режисер                      |
| 2014      | ф  | Малюк-канабіс            | Kid Cannabis                               | режисер, сценарист           |
| 2014      | ф  | Кривава помста           | In the Blood                               | режисер                      |
| 2014      | ф  | Усім потрібна Кет 2      | Cat Run 2                                  | режисер                      |
| 2016      | ф  | Кікбоксер                | Kickboxer                                  | режисер                      |